# Mr. Wolff 2
Série
Mr. Wolff
(2016)
Pour plus de détails, voir Fiche technique et Distribution.
Mr. Wolff 2 ou Le Comptable 2 au Québec (The Accountant 2) est un thriller américain réalisé par Gavin O'Connor et sorti en 2025. Il s'agit de la suite du film Mr. Wolff, du même réalisateur, sorti en 2016. Ben Affleck et Jon Bernthal reprennent leurs rôles respectifs de Christian Wolff et Braxton « Brax », tout comme Cynthia Addai-Robinson et J. K. Simmons.
L'agent du département du Trésor Marybeth Medina est obligée de faire appel au “comptable” Christian Wolff pour résoudre le meurtre de son mentor. Christian va renouer avec son frère Brax, et utilise son esprit brillant et ses méthodes peu légales. Mais en se rapprochant de la vérité, Christian, Brax et Marybeth vont attirer l'attention de tueurs impitoyables et déterminés.
Le film est présenté au festival South by Southwest d'Austin avant sa sortie au cinéma. Il est diffusé sur Prime Video en France. Il reçoit globalement de bonnes critiques. Un troisième film est en projet.

## Synopsis
Ancien directeur du FinCEN, Raymond King est devenu détective privé à Los Angeles. Il rencontre une mystérieuse tueuse nommée Anaïs pour lui demander de l'aider à retrouver une famille du Salvador. Elle ne lui offre qu'une vieille photographie des parents et de leur jeune fils. Anaïs ne répond pas à l'offre, mais prévient King qu'il a été suivi. King est tué dans la fusillade qui s'ensuit, tandis qu'Anaïs s'en sort indemne. Marybeth Medina, l'ancienne protégée de King et actuelle directrice du FinCEN à Vienna, identifie son corps, remarque « Retrouvez le comptable » écrit sur son bras et décide de se charger de l'affaire.
Malgré sa méfiance envers les activités illégales, Marybeth Medina recontacte Christian Wolff, aujourd'hui installé à Boise dans l'Idaho. Elle lui demande de l'aider à retrouver la famille sur la photo. Wolff rassemble des informations montrant que la famille a fui le Salvador pour Los Angeles, se heurtant à divers dangers en chemin. Cobb, chargé d'assassiner Anaïs et King, informe son supérieur Burke, qui lui conseille de poursuivre Anaïs, de peur qu'elle ne réalise ce que Burke lui a fait.
Christian recontacte son frère, Braxton. Toujours tueur à gages, ce dernier est alors sur un contrat à Berlin. Alors qu'ils ne se sont pas parlé depuis des années, Christian lui demande de l'aider sur l'affaire. Justine, qui réside toujours dans la résidence de l'institut de neurosciences Harbor dans le New Hampshire où elle a rencontré Christian, travaille avec un groupe d'enfants autistes. Ils l'aident à pirater différentes technologies afin d'aider Christian. Leur groupe parvient à trouver une photo d'Anaïs, mais ne parvient pas à l'identifier. Mal à l'aise avec leurs méthodes illégales, Medina se sépare du groupe. Elle se rend à l'hôpital mentionné dans un rapport de King, et découvre qu'Anaïs est en fait la mère de la photo. Victime d'un grave accident, Anaïs a perdu la mémoire et développé de grandes compétences au combat avant de s'échapper. Batu, un sous-traitant de tueurs à gages, propose à Braxton un contrat sur Medina, que celui-ci refuse. Justine prévient Wolff, qui arrive après qu'Anaïs a gravement blessé Medina. Voyant la photo de sa famille, Anaïs retrouve une partie de ses souvenirs et découvre que c'est Burke qui l'a emprisonnée et assassiné son mari à Juarez, au Mexique.
Braxton et Christian réalisent qu'Alberto, le fils autiste d'Anaïs toujours vivant, est retenu dans un camp de prisonniers à Juarez avec d'autres enfants victimes de trafic, séparés de leurs familles. Ils attaquent le camp et parviennent à sauver Alberto et les autres enfants après avoir tué Cobb et les gardes. Justine fait chanter Batu pour qu'il annule son contrat sur Medina. Justine informe Anaïs de la cachette de Burke et elle le tue. Justine et les enfants autistes se préparent à accueillir Alberto dans leur établissement du New Hampshire, et Braxton et Christian envisagent un voyage de camping fraternel.

## Fiche technique
Sauf indication contraire, les informations mentionnées dans cette section peuvent être confirmées par les bases de données cinématographiques IMDb et Allociné,  présentes dans la section « Liens externes ».
- Titre original : The Accountant 2
- Titre français : Mr. Wolff 2
- Titre québécois : Le comptable 2
- Réalisation : Gavin O'Connor
- Scénario : Bill Dubuque
- Musique : Bryce Dessner
- Montage : Richard Pearson
- Costumes : Isis Mussenden
- Direction artistique : Christopher Brown
- Photographie : Seamus McGarvey
- Production : Ben Affleck, Matt Damon, Lynette Howell Taylor et Mark Williams
- Sociétés de production : Artists Equity, Zero Gravity Management et 51 Entertainment
- Société de distribution : Amazon MGM Studios
- Pays de production :  États-Unis
- Langue originale : anglais
- Genre : thriller, action
- Durée : 132 minutes
- Dates de sortie[2] :
  - États-Unis : 8 mars 2025 (festival South by Southwest)
  - États-Unis : 25 avril 2025
  - France : 5 juin 2025 (sur Prime Video[3])
- Classification[4] :
  - États-Unis : R

## Distribution
Sauf indication contraire, les informations mentionnées dans cette section peuvent être confirmées par la base de données cinématographiques IMDb,  présente dans la section « Liens externes ».
- Ben Affleck (VF : Boris Rehlinger) : Christian « Chris » Wolff
- Jon Bernthal (VF : Jérôme Pauwels) : Braxton « Brax » Wolff
- Cynthia Addai-Robinson (VF : Sara Martins) : Marybeth Medina
- J. K. Simmons (VF : Jean Barney) : Raymond King
- Daniella Pineda (VF : Marie Tirmont) : Anaïs
- Allison Robertson : Justine
- Alison Wright (VF : Julia Vaidis-Bogard): la voix robotique de Justine
- Robert Morgan (VF : Philippe Catoire) : Burke
- Grant Harvey (VF : Benjamin Penamaria) : Cobb
- Andrew Howard (VF : Miglen Mirtchev) : Batu
- Lombardo Boyar : Tomas

Source VF[réf. nécessaire]

## Production

### Genèse et développement
En juin 2017, Warner Bros. annonce le développement d’une suite à Mr. Wolff, avec la participation probable du réalisateur Gavin O'Connor et du scénariste Bill Dubuque,.
En septembre 2021, Gavin O'Connor confirme le développement d’une suite, mentionnant également la possibilité d’un troisième film. La production de ce dernier était envisagée pour suivre directement celle du deuxième volet. O’Connor a caractérisé ce troisième film comme un buddy movie, le décrivant comme un « Rain Man sous stéroïdes ».
En février 2024, Amazon MGM Studios acquiert les droits du film auprès de Warner Bros. Pictures, pour une somme estimée à 10 millions de dollars, assortie d’incitations fiscales,.
Ben Affleck et Jon Bernthal sont confirmés pour reprendre leurs rôles de Christian Wolff et Brax. En mars 2024, le retour de J. K. Simmons et Cynthia Addai-Robinson a également été annoncé.
Le 11 avril 2024, Daniella Pineda, Allison Robertson, Robert Morgan et Grant Harvey rejoignent la distribution.

### Tournage
Le tournage débute le 25 mars 2024 en Californie,. Les prises de vues s'achèvent en août 2024.

## Sortie et accueil

### Dates de sortie
Le film est présenté en avant-première au festival South by Southwest d'Austin au Texas. Il est ensuite distribué dans les cinémas américains par Amazon MGM Studios dès le 25 avril 2025,.
En France, le film est diffusé sur Prime Video le 5 juin 2025.

### Critique
Sur le site d'agrégation de critiques Rotten Tomatoes, le film obtient 77% d'avis favorables, pour 206 critiques. Le consensus suivant résumé les avis collectés : « Améliorant l'original en s'appuyant sur l'alchimie comique de Ben Affleck et Jon Bernthal, The Accountant 2 peut sans risque être classé dans la catégorie des bons moments au cinéma. » Sur le site Metacritic, qui utilise une moyenne pondérée, le film obtient la note de 58⁄100 pour 42 critiques.

### Box-office
| Pays ou région     | Box-office          | Date d'arrêt du box-office | Nombre de semaines |
| ------------------ | ------------------- | -------------------------- | ------------------ |
| France             | non sorti en salles | -                          | -                  |
| États-Unis, Canada | 65 523 366 $        | 12 juin 2025               | 7                  |
| Total mondial      | 102 123 366 $       | -                          | -                  |

## Projet de suite
En septembre 2021, le réalisateur Gavin O'Connor annonce son souhait de faire une trilogie, décrivant le 3e opus comme un buddy movie qu'il décrit comme un « Rain Man sous stéroïdes »,. En avril 2025, il confirme qu'un troisième film et en développement et qu'il sera centré sur Christian et Braxton dans un road-trip, avec un ton plus léger et une plus grande profondeur émotionnelle. Anna Kendrick, qui incarnait Cummings dans le premier film, pourrait faire son retour,.
Ben Affleck exprime également son envie de faire une trilogie.